# Países Bajos en los Juegos Olímpicos de Berlín 1936
Los Países Bajos estuvieron representados en los Juegos Olímpicos de Berlín 1936 por un total de 165 deportistas que compitieron en 15 deportes.  
El portador de la bandera en la ceremonia de apertura fue el jugador de hockey sobre hierba Rein de Waal.

## Medallistas
El equipo olímpico neerlandés obtuvo las siguientes medallas:
| Nombre                                                                     | Deporte             | Competición           |
| -------------------------------------------------------------------------- | ------------------- | --------------------- |
| Oro                                                                        |                     |                       |
| Arie van Vliet                                                             | Ciclismo en pista   | 1000 m contrarreloj M |
| Hendrika Mastenbroek                                                       | Natación            | 100 m libre F         |
| Hendrika Mastenbroek                                                       | Natación            | 400 m libre F         |
| Nida Senff                                                                 | Natación            | 100 m espalda F       |
| Willy den Ouden Hendrika Mastenbroek Johanna Selbach Catharina Wagner      | Natación            | 4 × 100 m libre F     |
| Daniël Kagchelland                                                         | Vela                | O-Jolle M             |
| Plata                                                                      |                     |                       |
| Arie van Vliet                                                             | Ciclismo en pista   | Scratch M             |
| Bernard Leene Hendrik Ooms                                                 | Ciclismo en pista   | Tándem M              |
| Johan Greter (Ernica) Jan de Bruine (Trixie) Henri van Schaik (Santa Bell) | Hípica              | Saltos por eqs.       |
| Hendrika Mastenbroek                                                       | Natación            | 100 m espalda F       |
| Bronce                                                                     |                     |                       |
| Martinus Osendarp                                                          | Atletismo           | 100 m M               |
| Martinus Osendarp                                                          | Atletismo           | 200 m M               |
| Equipo                                                                     | Hockey sobre hierba | Torneo M              |
| Jaap Kraaier                                                               | Piragüismo          | K1 1000 m M           |
| Nicolaas Tates Wim van der Kroft                                           | Piragüismo          | K2 1000 m M           |
| Kees Wijdekop Piet Wijdekop                                                | Piragüismo          | F2 10 000 M           |
| Willem de Vries Lentsch Adriaan Maas                                       | Vela                | Star M                |